# Annamaria Mazzetti
Annamaria Mazzetti (Magenta, 25 d'agost de 1988) és una esportista italiana que competeix en triatló, guanyadora de set medalles en el Campionat Europeu de Triatló entre els anys 2010 i 2015.

## Palmarès internacional
| Campionat Europeu | Campionat Europeu     | Campionat Europeu | Campionat Europeu |
| Any               | Lloc                  | Medalla           | Prova             |
| ----------------- | --------------------- | ----------------- | ----------------- |
| 2010              | Athlone ( Irlanda)    | 2                 | Relleus           |
| 2011              | Pontevedra ( Espanya) | 3                 | Individual        |
| 2011              | Pontevedra ( Espanya) | 3                 | Relleus           |
| 2013              | Alanya ( Turquia)     | 3                 | Relleus           |
| 2014              | Kitzbühel ( Àustria)  | 1                 | Relleus           |
| 2014              | Kitzbühel ( Àustria)  | 3                 | Individual        |
| 2015              | Ginebra ( Suïssa)     | 2                 | Individual        |